# Polycoccum deformans
Polycoccum deformans är en svampart som tillhör divisionen sporsäcksvampar, och som beskrevs av Rolf Santesson. Polycoccum deformans ingår i släktet Didymocyrtis, och familjen Dacampiaceae. Arten är reproducerande i Sverige.